# حسن أباد (نمة شير)
حسن أباد (بالفارسية: حسن‌آباد) هي قرية تقع في إيران في قسم نمة شیر الريفي. يقدر عدد سكانها بـ 74 نسمة .